# ان‌جی‌سی ۷۴۱۰
ان‌جی‌سی ۷۴۱۰ (انگلیسی: NGC 7410) یک کهکشان مارپیچی میله‌ای است که در صورت فلکی درنا قرار دارد. این کهکشان حدود ۱۲۲ میلیون سال نوری از زمین فاصله دارد. این کهکشان در ۱۵ ژوئیه ۱۸۲۶ توسط جیمز دانلوپ کشف شد.